# École nationale du génie de l'eau et de l'environnement de Strasbourg
L’École nationale du génie de l'eau et de l'environnement de Strasbourg (ENGEES) est l'une des 204 écoles d'ingénieurs françaises accréditées au 1er septembre 2020 à délivrer un diplôme d'ingénieur.
Établissement public à caractère administratif (EPA), placé sous la tutelle du ministère de l’Agriculture, elle est associée à l’université de Strasbourg (Unistra) depuis le 8 juin 2015 et contribue à la politique du site universitaire alsacien.
Elle a pour vocation première de former des ingénieurs et des cadres dont les compétences s'exercent dans les domaines suivants : gestion des hydrosystèmes, aménagement des écosystèmes aquatiques, protection des ressources en eau, conception et dimensionnement des réseaux d'eau et d'assainissement, conception et dimensionnement des équipements de traitements, gestion et exploitation des services et équipements, génie hydraulique littoral, gestion du service de collecte et traitement des déchets (domestiques et industriels). Les futurs diplômés sont recrutés à Bac+2.

## Histoire
Depuis sa création en 1952, les grandes dates qui marquent l’histoire de l’ENGEES sont les suivantes :

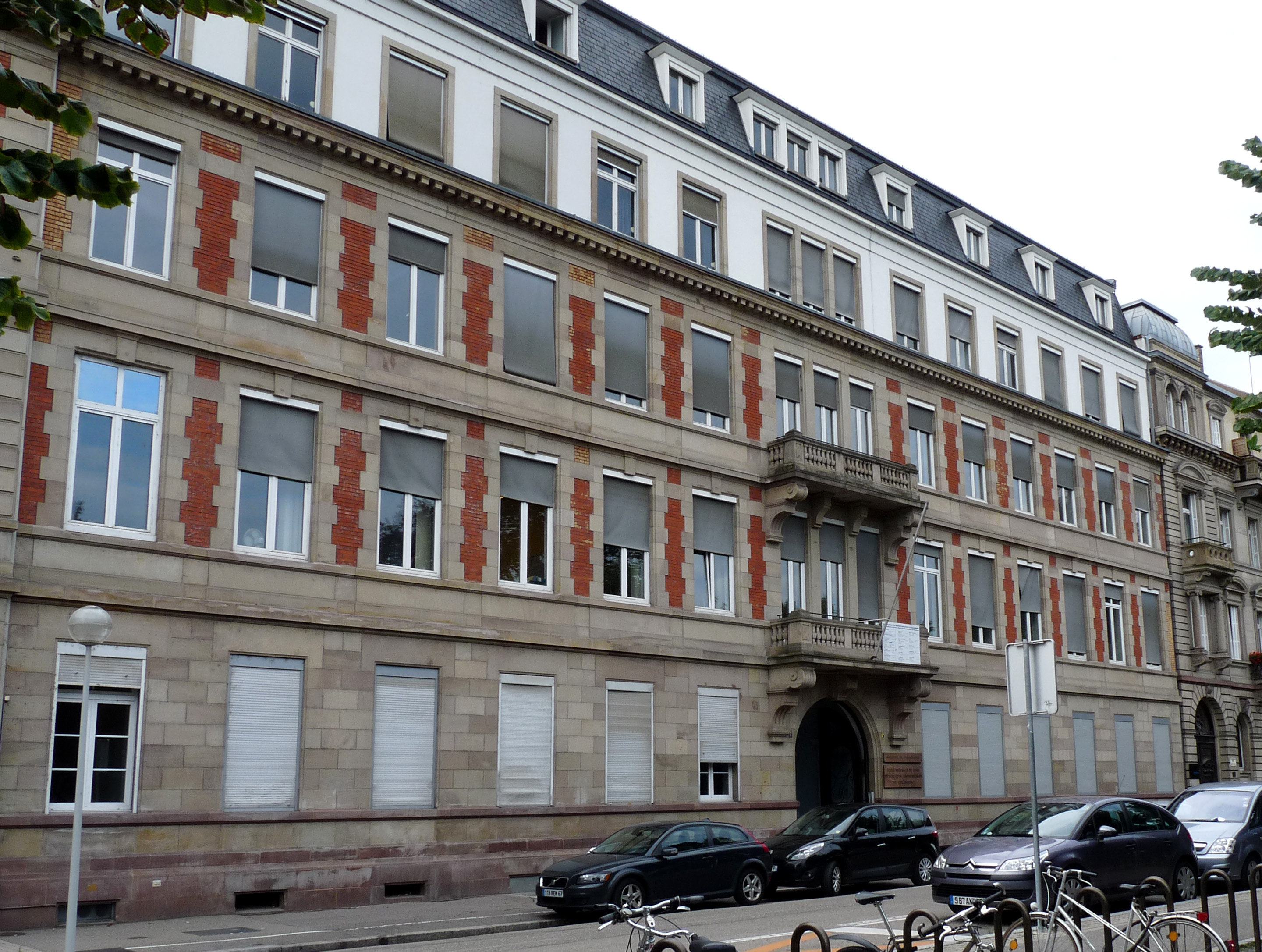
L'ENGEES, quai Koch à Strasbourg

- 9 août 1952 : Arrêté du Ministère de l'Agriculture portant sur l'organisation d'une nouvelle école nommée l'École d'application des Ingénieurs des Travaux Ruraux. Elle est sise au 19 avenue du Maine à Paris puis transférée en 1957 au Parc de Tourvoie à Antony dans la banlieue parisienne.
- 1er octobre 1960 : Installation de l’École dans un immeuble qui appartient à la Ville de Strasbourg au no 1 du quai Koch, dans un édifice construit par Jean Geoffroy Conrath en 1885, anciens locaux de la région "Basse-Alsace" (1885-1918), de la Préfecture (1918-1935), puis de l’«École de commerce Du Quai Koch». Adoption d’une nouvelle dénomination : École Nationale des Ingénieurs des Travaux Ruraux et des Techniques Sanitaires (ENITRTS).
- 23 novembre 1992 : Changement de la dénomination de l'École par arrêté ; elle devient l’École Nationale du Génie de l'Eau et de l'Environnement de Strasbourg (ENGEES).
- 15 octobre 2007 : Rattachement à l’Université Strasbourg 1 (Université Louis Pasteur) en tant qu’école externe, au titre de l'article L 719-10.
- 8 juin 2015 : Association à l’Université de Strasbourg (Unistra) dans le cadre de la politique de site.
- Au fil des années, l’offre de formation s’est étoffée. Depuis 2010, les élèves ont soit le statut étudiant (environ 70%) soit le statut d’apprenti (environ 30%). L'école s'est dotée d'un service de formation continue à partir des années 1970.
- 4 mars 2023 : L'école quitte ses locaux historiques du Quai Koch et s'installe dans une partie de l'ancienne Manufacture des tabacs aux côtés notamment de l'École et Observatoire des Sciences de la Terre (EOST).

## Formations
L’ensemble des bénéficiaires des formations délivrées par les cadres scientifiques de l’ENGEES se répartit en quatre catégories : élèves ingénieurs – apprenants en formation tout au long de la vie – étudiants en Master – étudiants en Licence. L’encadrement administrativo-pédagogique est assuré par la direction des études, par la direction des formations professionnelles et, pour les rapports avec l’international, le service des relations internationales et du développement.

### Élèves ingénieurs
Principale vocation de l’école, la formation des ingénieurs est proposée sous statut étudiant (~70% des élèves) et sous statut apprenti (~30% des élèves). Malgré ce distinguo, le diplôme d’ingénieur délivré est unique. Les élèves peuvent l’obtenir via un tronc commun (4 semestres) et sept voies d'approfondissement (2 semestres) : Hydraulique urbaine – Hydrosystèmes – Traitement des eaux – Exploitation et travaux – Déchets – Écologie/Génie écologique – Gestionnaire de bassin d'alimentation de captage. La dernière année peut également se dérouler au sein d'un établissement partenaire. Les élèves sont principalement recrutés au niveau bac+2.
Le diplôme d'ingénieur de l'ENGEES peut être délivré par la voie de la Validation des Acquis de l'Expérience (VAE) quand le jury a pu établir, grâce à l'examen du dossier du candidat et d'un entretien approfondi, que les compétences du candidat correspondent à celles contenues dans la fiche RNCP du diplôme délivré par l’école.
Les ingénieurs diplômés sont directement opérationnels dans les domaines :
- de l’équipement des collectivités (eau potable, assainissement, déchets),
- de l’aménagement durable des territoires,
- de la gestion des risques environnementaux et sanitaires,
- de la gestion des services publics.

Le recrutement en première année en formation initiale sous statut étudiant se réalise selon cinq modalités. Par la voie des Concours Préparatoires aux Grandes Écoles : CC INP (Concours commun des instituts nationaux polytechniques)  d'une part, pour les CPGE MP, PC, PSI, TSI ou PT et, d'autre part, G2E (Géologie Eau Environnement) pour les CPGE Biologie, Chimie, Physique et Sciences de la Terre ; par la voie du concours national « B Bio » pour les licences en biologie, sciences de la terre ou de la vie ; par la voie d’un concours interne de la fonction publique pour les techniciens de la fonction publique d’état ; par la classe préparatoire A TB et par la voie « admis sur titre » pour les étudiants détenteurs d’un BTS, DUT ou d’une L2.
Le recrutement pour une entrée en deuxième année est aussi possible (cf. le site internet de l'Ecole).

### Formation tout au long de la vie
L’École propose des formations diplômantes, certifiantes, qualifiantes, sur mesure et est chargée de la Validation des acquis de l'expérience (VAE).
Diplômantes :
- 1 diplôme d’établissement en Géomatique et métiers de l'eau (en FOAD).
- 4 mastères spécialisés : Eau potable et assainissement (EPA) et Gestionnaire de bassin d'alimentation de captage (GeBAC) spécifiques à l’école ; Gestion, traitement et valorisation des déchets (GEDE), avec l'École Nationale des Mines de Nancy et l'École Nationale Supérieure de Géologie de Nancy ; Gestion des eaux usées et pluviales (UrbeauSep) avec l'École des ingénieurs de la ville de Paris (EIVP).

Certifiantes : 4 certificats d’études (diplômes d’établissement) en conception des réseaux d’eau potable, en traitement et potabilisation de l’eau, en conception des réseaux et en épuration des eaux usées.
Qualifiantes : une soixantaine de sessions courtes selon les années (dont quelques-unes sessions ouvertes et à distance) en eau potable, assainissement des agglomérations, analyses physico-chimiques des eaux naturelles et usées, gestion des services publics, droit et réglementation, génie civil, énergies renouvelables, gestion des déchets, hydraulique des canalisations et des rivières, aménagement du territoire, ingénierie des milieux naturels. Dans ce cadre nous avons développé une offre de formation à distance pour répondre aux évolutions de la demande du monde socio-économique.
Sur mesure : formations à la demande et formations en intra-entreprises.
Validation des acquis de l'expérience : la VAE est accessible pour tous les diplômes délivrés par l'Ecole.

### Masters
L'École est co-accréditée pour six masters :
5 avec l’Unistra :
- Ingénierie et Géosciences pour l'Environnement (ISiE)
- Mécanique Numérique en Ingénierie (MNI)
- Géographie Environnementale (GE)
- Observation de la Terre et Géomatique (OTG)
- Gestion et Droit des Energies et Développement Durable (GDEDD)

1 dans le cadre de l'Université des sciences et des technologies de Hanoï (USTH).
La deuxième année de ces masters peut servir d'appui à un approfondissement de formation en 3e année de formation pour les ingénieurs.

### Licence professionnelle
La licence professionnelle nommée "Protection de l'Environnement", spécialité "Gestion des Eaux Urbaines et Rurales" (PEGEUR) est une formation co-accréditée entre l'École et l’Unistra, et est proposée depuis septembre 2000.
La formation est centrée sur la gestion, l'exploitation et la conception des réseaux et systèmes de traitement, en adduction d'eau potable et en assainissement des eaux usées et pluviales. Elle privilégie des enseignements appliqués et immédiatement valorisables.
Son cadre d'action professionnelle est le service aux collectivités. Les employeurs habituels sont les bureaux d'études, les entreprises de service (Veolia, Suez, SAUR...), les laboratoires d'analyse, les collectivités territoriales et leurs établissements publics.

## Recherche
Les recherches conduites par les cadres scientifiques de l’ENGEES ont pour objectifs de produire et de transférer des connaissances et des savoir-faire vers les décideurs publics (finalités sociétales) et les entreprises (finalités économiques). Les cadres scientifiques sont des enseignants-chercheurs et des ingénieurs (IAE, IR et IPEF) qui développent leurs activités de recherche dans les quatre unités mixtes de recherche suivantes :
- UMR ITES (L'Institut Terre et Environnement de Strasbourg) (avec Unistra et CNRS)
- UMR GESTE (GEStion Territoriale de l'Eau et de l'environnement) (avec INRAE)
- UMR ICUBE (Laboratoire des sciences de l'Ingénieur, de l'Informatique et de l'Imagerie), équipe MECAFLU (avec Unistra, INSA Strasbourg et CNRS)
- UMR LIVE (Laboratoire Image et Ville, Environnement) (avec Unistra et CNRS)

L’ENGEES fait partie du Collegium Sciences Ingénierie Technologie (SIT) de l’Unistra, rassemblant les quatre écoles d’ingénieurs internes de cette université, ses trois IUT, et l’École Nationale Supérieure d’Architecture de Strasbourg.
La place de l’innovation est centrale dans l’ensemble des recherches. Ceci est marqué par :
- une forte proximité avec le pôle de compétitivité Hydreos dont l’antenne alsacienne est hébergée dans les locaux de l’école ;
- le fait que l’école est un des membres fondateurs de la première Société d’Accélération et de Transfert de Technologies (SATT) Conectus Alsace ;
- la création de deux jeunes pousses, directement issues de l’équipe de Mecaflu, 3D Eau et Air&D.

L’École émarge aux écoles doctorales suivantes : MSII (pour ICUBE) ; STE (pour le ITES et LIVE) ; et Augustin Carnot, sciences économiques et de gestion – sciences, technologies et société (pour GESTE).
Les thématiques de recherche de ses équipes scientifiques sont les suivantes :

### ITES
ITES, l'institut Terre et Environnment Strasbourg,  est une unité mixte de recherche (UMR7063) sous tutelle de l'Université de Strasbourg, de l'ENGEES et du CNRS. 
Il a été créé le 1er janvier 2021, par fusion  de deux laboratoires : le LHyGeS et l'IPGS (Institut de Physique du Globe de Strasbourg). 

### GESTE
GESTE est une UMR interdisciplinaire en sciences sociales qui produit des connaissances, méthodes et expertises en appui à l'action collective dans le champ de la gestion territoriale de l'environnement. Les activités se développent selon deux axes principaux :
- la gestion durable des services d'environnement, avec des travaux relatifs à la performance, au pilotage et à la régularisation des services, au droit à l'eau et à la tarification sociale de l'eau, à la relation aux usagers et parties prenantes, aux cadres institutionnels et territoriaux d'organisation des services, à la gestion durable des infrastructures et à la dynamique des filières techniques;
- la gouvernance territoriale des ressources et des risques, avec des travaux portant sur les usages, la perception et la régulation des risques (pénurie, inondation, pollution) en lien avec les stratégies d'adaptation aux changements globaux, la valeur des services écosystémiques liés à la ressource en eau et aux milieux aquatiques, les comportements face aux biens publics.

### MECAFLU – ICUBE
Principalement axées sur la modélisation, l'expérimentation et la simulation numérique de fluides en interaction avec leur environnement, les recherches que conduit cette équipe s’organisent selon quatre axes. Le premier, intitulé Dynamique des écoulements à surface libre, sensibilité, problèmes inverses, se consacre à l'analyse physique et la modélisation des écoulements de surface afin de répondre à des attentes de la société dans le domaine de l'environnement et du développement durable (inondation, transport sédimentaire, écoulements dans les réseaux hydrographiques et production d'énergie par micro-centrales hydrauliques). Le second, intitulé Instabilités turbulence multiphasique, est orienté sur des activités plus fondamentales de modélisation numérique des écoulements et de leurs instabilités. Le troisième, intitulé Transferts réactifs, rhéologie et procédés environnementaux, concerne d’une part la compréhension des mécanismes bio-physico-chimiques intervenants dans le traitement des eaux résiduaires et d'autre part l'étude du comportement rhéologique de fluides (devant aboutir à la compréhension de la recirculation des boues dans les stations d'épurations). Le quatrième, intitulé Perception des incertitudes de modélisation, porte une approche interdisciplinaire d'évaluation des incertitudes de modélisation des inondations, des risques résultants et de la perception qu'en ont différents groupes sociaux, dans le but d'améliorer les méthodes, les outils et les représentations (résultats de simulation, cartes et indicateurs de risque).

### LIVE
Les chercheurs de cette UMR conduisent leurs recherches autour de trois dimensions, l’image, en tant qu’outil d’analyse et de représentation, de visualisation et de communication, la ville comme objet principal d’étude, et l’environnement qui permet de replacer le tout dans une perspective physique et écologique. Les travaux sont organisés en 5 groupes de recherche : Energie, pollution de l'air et climat ; Dynamique des paysages ; Dynamique urbaine, Risques et mobilités ; Image ; Hydrosystèmes. L'école est impliquée dans ce dernier groupe, qui étudie les hydrosystèmes, en particulier le Rhin et sa plaine alluviale, avec une perspective opérationnelle. Différents thèmes sont traités : restauration des milieux (suivis hydrologiques, géomorphologiques et biologiques), invasions biologiques, services écosystémiques, événements extrêmes science citoyenne.

## Partenariat

### Partenariats institutionnels
Dans le cadre de la tutelle du Ministère de l'Agriculture et de la Souveraineté alimentaire (MASA), l’École est partenaire d'Agreenium (Institut Agronomique, Vétérinaire et Forestier de France) qui a pour vocation de fédérer les écoles de l'enseignement supérieur agricole et les organismes de recherche.
Dans le cadre du contrat de site universitaire alsacien, dont le chef de file est l’Unistra, l’École est membre du Collegium Sciences Ingénierie Technologie (SIT) qui rassemble les quatre écoles d’ingénieurs internes de cette université, ses trois IUT, et l’École Nationale Supérieure d’Architecture de Strasbourg.
L’École est membre fondateur et actionnaire de la SATT Conectus Alsace (Société d’Accélération et de Transfert de Technologie).
L’École siège au conseil d'administration du GESCOD (Grand Est solidarité - coopération pour le développement - ex IRCOD (Institut régional de coopération et de développement)).
Le Directeur de l’École est actuellement président d’Alsace Tech qui est un réseau (fondé en 2007) fédérant les 14 grandes écoles d’ingénieurs, d'architecture et de management basées en Alsace. Ce réseau représente 8 350 étudiants issus de 70 spécialités de formation en ingénierie, architecture et management, niveaux master et doctorat.
L’École est membre actif de l'Association Scientifique et Technique pour l'Eau et l'Environnement (ASTEE) qui est la branche de l'International Water Association (IWA).
L’École est membre de la Conférence des Directeurs des Écoles Françaises d’Ingénieurs (CDEFI), du Centre d'études sur les formations et l'emploi des ingénieurs (CEFI) ainsi que de la Conférence des Grandes Écoles (CGE).

### Partenariats socio-économiques
L’École a des conventions cadre de partenariat avec le monde socio-économique (entreprises - collectivités locales - établissements publics)
- Suez (Chaire d’entreprise)
- Eurométropole de Strasbourg
- Agence de l’Eau Rhin-Meuse
- Syndicat des Eaux et de l'assainissement Alsace–Moselle (SDEA)
- Electricité de Strasbourg
- ANTEA Group / IRH Ingénieur Conseil
- Eau de Paris
- Veolia
- Syndicat professionnel des industries et entreprises d'assainissement (IFAA).

### Partenariats académiques
L’École participe au Réseau Scientifique et Technique (RST) rassemblant des organismes d’expertise et de recherche opérationnelle, intervenant sur les enjeux de l’aménagement et du développement durable sur l’ensemble des territoires. Constitué de 38 organismes (établissements publics ou services du MEDDE ou du Ministère de l’Égalité des Territoires et du Logement (METL)), il comprend plus de 30 000 chercheurs, experts, ingénieurs, techniciens et personnels administratifs mettant leur capacité d’innovation au service de la transition écologique et énergétique et contribuant à la compétitivité des entreprises françaises des secteurs concernés.
L’École constitue également, avec l’École Nationale des Sciences Géographiques (ENSG), l’École Nationale de Météorologie (ENM), l’École Nationale des Travaux Publics de l’État (ENTPE) et AgroSup Dijon une alliance de cinq écoles des deux ministères de l’agriculture et du développement durable formant des ingénieurs de l’État pour les métiers du territoire et est en lien avec les universités suivantes (via la mobilité internationale des étudiants) : l’Institut Agronomique et Vétérinaire Hassan II de Rabat au Maroc, l’Universidad Nacional del Litoral – UNL Santa Fe, Argentine, l’École de Technologie Supérieure – ÉTS Montréal, Canada, l’Universidad de Cantabria – UC Santander, Espagne, l’Université des Sciences et des Technologies – USTH Hanoï, Vietnam, la Cranfield University, United Kingdom et l'Universidade Federal de Santa Catarina - UFSC Florianopolis - Brésil.

## Vie étudiante
Les étudiants de l’ENGEES font vivre neuf associations :
- Amicale des élèves : le bureau des élèves organise les activités liées à la vie étudiante.
- Natur’Astras : protection et sensibilisation à l’environnement
- TR monde : développement durable dans les pays du sud
- AQUAème : sensibilisation du grand public aux enjeux liés à l’eau via la manifestation annuelle « À l’eau la Terre ? Ici Strasbourg » sur toute la semaine autour de la journée mondiale de l’eau
- Association promo : ventes d’objets à l’effigie de l’École
- Association sportive : activités sportives
- Ingénieurs Sans Frontières : actions de solidarité internationale avec les pays du nord et du sud
- Eau Mission Alsace : entreprise étudiante de l'ENGEES
- Bureau des Arts : activités culturelles et sorties

L’association des diplômés de l’École s’appelle l’Amicale des anciens élèves de l’ENGEES (AMENGEES).
L’association des amis de l’ENGEES permet de créer et de développer tous liens entre les personnes physiques ou morales susceptibles de manifester leur intérêt moral et financier à l’École tant sur le plan de l’aide à ses élèves et anciens élèves, que pour développer les techniques de l’art de l’ingénieur dans le domaine de l’eau et de l’environnement. 